# Bill Warner
Bill Warner, właściwie Will French (ur. w 1941 w Tennessee w Stanach Zjednoczonych) – autor książek na temat politycznej doktryny islamu, w tym uproszczonej wersji Koranu, biografii proroka Mahometa (Sira) i jego tradycji (Hadisy).
Bill Warner ukończył studia na Uniwersytecie Stanowym Karoliny Północnej, gdzie w 1968 r. uzyskał stopień doktora z fizyki i matematyki. Wykorzystując swoje formalne wykształcenie, a także ponad 30 lat studiów nad religiami świata, stara się badać polityczną doktrynę islamu oraz jej wpływ na niewiernych (kafirów) oraz społeczeństwa Zachodu. Jego książka Sharia Law for Non-Muslims (omawiająca podstawowe unormowania szariatu godzące w kafirów) jest bestsellerem w sekcji Islamic Law na amazon.com.

## Życiorys
Bill Warner uzyskał stopień doktora z fizyki i matematyki na Uniwersytecie Stanowym Karoliny Północnej w 1968 r. Następnie pracował w zespole fizyki ciał stałych w Sarnoff Princeton Laboratories, zajmując się m.in. strukturami układów scalonych. Podczas kryzysu energetycznego w latach 80. założył firmę, która specjalizowała się w zagadnieniach związanych z energooszczędnością budynków. Ponadto przez 8 lat był wykładowcą na Uniwersytecie Stanowym w Tennessee, na Wydziale Inżynierii.
Oprócz pracy zawodowej Bill Warner już od lat 70. interesował się głównymi religiami świata i studiował ich teksty źródłowe. Po zamachach z 11 września 2001 r. zdecydował się na udostępnianie informacji na temat politycznej doktryny islamu szerszej publiczności. Od 2007 r. publikował książki w ramach The Center for the Study of Political Islam (CSPI). W 2014 r. założył CSPI International, wspieraną przez wolontariuszy organizację edukacyjną o charakterze non-profit, która skupia się na tłumaczeniu i publikowaniu jego książek, organizowaniu szkoleń i wykładów, prowadzeniu badań i analiz. W 2020 r. organizacja ta była aktywna w kilku krajach na świecie, w tym w Polsce.

## Analiza politycznej doktryny islamu
Bill Warner odnosi się w swojej pracy wyłącznie do politycznej doktryny islamu, czyli do tego, jak islam nakazuje traktować kafirów, pomijając w swoich badaniach jego aspekt religijny. W tym celu analizuje „trylogię” tekstów źródłowych islamu (Koran, Sira, Hadisy) oraz fakty historyczne, dystansując się od opinii ekspertów oraz naukowców zajmujących się tą religią. Swoje podejście uzasadnia stwierdzeniem, że sunna (słowa i czyny Mahometa) oraz Koran stanowią najwyższy autorytet oraz bezpośredni wzór właściwych dla muzułmanów zachowań, nie ma potrzeby zatem powoływać się na opinię osób trzecich. W prowadzonych badaniach wykorzystuje swoje formalne wykształcenie naukowe z obszaru fizyki oraz matematyki, stosując przede wszystkim analizę statystyczną tekstów źródłowych, krytyczne myślenie oraz logikę. Dzięki zastosowanej metodologii odkrył m.in. że 51% tekstów źródłowych islamu, w tym 64% Koranu, nie odnosi się do muzułmanów oraz ich obowiązków religijnych, lecz do kafirów. Jego zdaniem zatem islam to przede wszystkim system polityczny, a nie religijny.

## Publikacje
- Mohammed and the Unbelievers. A Political Life, CSPI 2006
- A Simple Koran. The Reconstructed Historical Koran, CSPI 2006
- An Abridged Koran, CSPI 2006
- Mohammed, Allah and Hinduism, CSPI 2006
- Mohammed, Allah and the Intellectuals, CSPI 2006
- Mohammed, Allah and the Mind of War, CSPI 2006
- The Submission of Women and Slaves, CSPI 2007
- The Political Traditions of Mohammed. The Hadith for the Unbelievers, CSPI 2006
- Thirteen Lessons on Political Islam, CSPI 2008
- Sharia Law for Non-Muslims, CSPI 2010 (pozycja przetłumaczona na kilkanaście języków; tłumaczenie na język polski: Szariat dla niemuzułmanów, Brno 2016[9])
- The Hadith. The Sunna of Mohammed, CSPI 2010 (tłumaczenie na język polski: Hadisy. Sunna Mahometa, Brno 2016[10])
- The Sira. The Life of Mohammed, CSPI 2010 (tłumaczenie na język polski: Sira. Życie Mahometa, Brno 2016[10])
- A Two-Hour Koran, CSPI 2010 (tłumaczenie na język polski: Koran w dwie godziny, Brno 2016[10])
- The Islamic Doctrine of Women, CSPI 2010
- The Doctrine of Slavery, CSPI 2010
- The Islamic Doctrine of Christians and Jews, CSPI 2010
- A Self Study Course on Political Islam (level 1), CSPI 2011
- A Self Study Course on Political Islam (level 2), CSPI 2011
- A Self Study Course on Political Islam (level 3), CSPI 2011
- The Sources of Islam. An Adapted Reprint, CSPI 2011
- Factual Persuasion: Changing the Minds of Islam Supporters, CSPI 2014
- Islam and the Psychology of Muslims. An Adapted Reprint, CSPI 2014
- The Foundations of Islam, CSPI 2015
- Lectures on the Foundations of Islam, CSPI 2016

## Krytyka
Billowi Warnerowi zarzuca się, że nie posiada formalnego wykształcenia do wyrażania opinii na temat islamu lub szariatu, uzyskał on bowiem doktorat z fizyki i matematyki.
Autor uważa jednak, że islam może być analizowany w sposób krytyczny, przy użyciu metod naukowych, jako system polityczny. Z powodu wyrażania bezpośredniej krytyki wobec islamu zaliczony został do grupy 10 największych islamofobów w Stanach Zjednoczonych. Dr Mohsen El-Guindy oskarżył go o islamofobię oraz o pracę na rzecz organizacji judeo-chrześcijańskich, których celem jest atakowanie i szarganie dobrego imienia islamu. Bill Warner wyraźnie jednak zastrzega, że w swoich badaniach odnosi się wyłącznie do politycznej doktryny islamu, a nie religii, czy też muzułmanów, i że opiera je wyłącznie na analizie islamskiej „trylogii” z punktu widzenia kafira. Według autora, poznając polityczną doktrynę islamu można zrozumieć podstawowe problemy pomiędzy nim a innymi niemuzułmańskimi kulturami. Również muzułmanie o nastawieniu postępowym są świadomi zderzenia tych dwóch światów. Podejmują oni wysiłki w celu zreformowania islamu, poprzez jego sekularyzację oraz usunięcia jego aspektu politycznego, który jest krytykowany m.in. przez Billa Warnera. Liberalni reformatorzy zauważają problemy związane z „medyńskimi“ normami, które są sprzeczne z podstawowymi prawami i wartościami zachodnich społeczeństw i chcą oprzeć reformę islamu na jego części „mekkańskiej”.